# فرانكو موديلياني
فرانكو موديلياني (بالإيطالية: Franco Modigliani) عالم اقتصاد إيطالي حاز على جائزة نوبل في العلوم الاقتصادية عام 1985.

## النشأة
ولد فرانكو موديلياني في روما في إيطاليا وكان والده طبيب أطفال في المدينة وكانت والدته الاخصائيه الاجتماعية بالمدينة إلا أن القدر لم يمهلة فقد توفى والده عام 1932 وكانت تلك الصدمة الكبرى التي اثرت في حياته كلها.
التحق بجامعة روما في وهو في السابعة عشر من العمر أي قبل عامين من سن الالتحاق وكان في البداية يريد الدخول في مهنة الطب لكنه اختار ان يدرس القانون في إيطاليا نظرا لظروف الحرب وفي السنة الثانية قرر خوض المنافسة الوطنية التي ترعاها المنظمة الطلابيه (ليتوريالي ديلا كولتورا) في مجال الاقتصاد. وفاز بالجائزة الأولى، ثم بدأ بقراءة الانكليزيه والإيطاليه الكلاسيكيه. في ليتوريالي وانتقل الي فرنسا وفي 1939 عاد إلى روما ليحصل علي درجة الدكتوراه في القانون من جامعة روما ثم انتقل إلى الولايات المتحدة قبل أيام من بداية الحرب العالمية الثانية.

## الأبحاث العلمية
على الفور بدأ التفكير في أفضل السبل لمتابعة اهتمامته في الاقتصاد وقد كان لي حظ كبير في منحة مجانيه للزماله من كلية العلوم السياسية والاجتماعية في المدرسة الجديدة للبحوث الاجتماعية، وهي مؤسسة انشئت لتقديم ملاذ إلى العلماء الذين كانوا ضحايا للفاشية. هكذا وفي خريف 1939 وكانت الدراسة ليلا من 6 - 10 بينما كان يعمل نهارا في بيع الكتب وقد التقى وتعلم علي يد علماء منهم ادولف لاو ومارشاك يعقوب وتجالينغ Koopmans واوسكار لانج.
وكان أول مقال نشر له باللغة الانكليزيه «تفضيل السيولة ونظرية المصالح والمال» في يناير 1944، وفي عام 1942 أصبح معلما في الاقتصاد والإحصاء في كلية بارد، ثم كلية جامعة كولومبيا. في عام 1944 عاد إلى المدرسة الجديدة فمحاضرا وباحثا في معهد الشؤون العالمية بالتعاون مع هانز فيه، نيسر وكان موديجللينى مسؤولا عن مشروع في الدخل القومي والتجارة الدولية.
في خريف عام 1948 ترك نيويورك وقد تم منح الزمالة في الاقتصاد السياسي من جامعة شيكاغو في جامعة الينوي مديرا لمشروع بحثي حول «توقعات والتقلبات التجارية». إلا انه بقى في شيكاغو خلال السنة الدراسية 1949-50 واستمر ارتباطه مع جامعة إلينوي حتى عام 1952 وبعد تعاونة مع ارسينا أسس «دورة الحياة فرضية الادخار». وقد وضعت في 1953 و1954 في ورقتين تتناول سلوك الفرد والآخر مجموع الادخار. ثم انضم إلى كارنيجي ومعهد التكنولوجيا حتى عام 1960.
كان قد قدم «نظرية التوقعات الرشيده».و «توقعات والتقلبات التجارية». ففي عام 1960، كان استاذا زائرا في معهد ماساشوستس للتكنولوجيا ولقد تشعبت دراساته في مجالات جديدة، ولا سيما المؤسسات المالية والمدفوعات الدولية، وآثار وعلاج التضخم واستقرار السياسات على نطاق واسع في الاقتصادات المفتوحة، والتمويل والائتمان وهيكله أسعار الفائدة وقيمة اصول المضاربة. فرانكو موديغلياني توفى في 25 سبتمبر 2003.

## روابط خارجية
- فرانكو موديلياني على موقع الموسوعة البريطانية (الإنجليزية)
- فرانكو موديلياني على موقع مونزينجر (الألمانية)
- فرانكو موديلياني على موقع إن إن دي بي (الإنجليزية)